# Rio da Conceição
Rio da Conceição é um município brasileiro do estado do Tocantins. Localiza-se a uma latitude 11º24'01" sul e a uma longitude 46º53'00" oeste, estando a uma altitude de 496 metros. Sua população estimada em 2009 era de 1 530 habitantes. Possui uma área de 761,211 km². Rio da Conceição se localiza a 25 km ao norte de Dianópolis.

## História
O município foi criado em 20 de fevereiro de 1991, em local antes conhecido como Rio das Éguas e habitado por índios Xerente.

## Turismo
Considerada como "O Portal do Jalapão" Faz parte do Parque Estadual das Serras Gerais é cercada de cachoeiras e rios, contrastando com a paisagem do cerrado.
A cidade é cortada pelo rio Manuel Alves, o qual monta belíssimas paisagens, logo na entrada da cidade.
Atrativos: Serra Geral, Cataratas dos Pilões, Cachoeira do Cavalo Queimado, Cachoeira do Cipó Grosso, Lagoa da Serra, Lagoa Feia, Barra da Pedra, cachoeira do valquemtem e Balneário da Conceição.
Festas populares: Natal, Folia de Reis, Folia do Divino, festas juninas, aniversário da cidade e festa de Nossa Senhora da Conceição.
Padroeira: Nossa Senhora da Conceição (8 de dezembro)
Economia: Turismo